# Sciaphila africana
Sciaphila africana är en enhjärtbladig växtart som beskrevs av Auguste Jean Baptiste Chevalier. Sciaphila africana ingår i släktet Sciaphila och familjen Triuridaceae. Inga underarter finns listade.